# アメリカカケス
アメリカカケス (亜米利加鵥、学名：Aphelocoma californica)は、スズメ目カラス科に分類される鳥類の一種。

## 分布
アメリカ西部からメキシコ中部に分布する。

## 形態
体長27-30cm。体の上面は青く、下面は白色。顔の周囲は濃い灰色で、背から胸にかけて灰色の帯がある。

## 生態
低山帯の森林などに生息する。郊外の民家の庭に現れることもある。
雑食性で、小型の爬虫類や両生類、昆虫類のほか、植物の果実や種子を食べる。小型の鳥類や卵を食べることもある。
主に雌が、樹木の上に木の枝や草の茎などを使って椀型の巣を作る。巣の中には植物の根や繊維、動物の毛などを敷く。1腹2-6個の卵を産む。抱卵は雌が行い、抱卵日数は14-16日である。雛は孵化後、約18日で巣立ちする。